# Arcturus Mengsk
Arcturus Mengsk este un personaj fictiv din universul StarCraft creat de Blizzard Entertainment. Mengsk este un Terran de pe planeta Korhal IV, fostul lider al organizației rebele „Fii lui Korhal” care a fost o organizație teroristă care a luptat contra „Confederației Terrane” (Terran Confederacy). În prezent este împărat al „Dominionului Terran” (Terran Dominion) sub titulatura «împăratul Arcturus Mengsk I».
Arcturus are un fiu, Valerian Mengsk, care la sfârșitul campaniei Wings Liberty s-a întors în mod deschis împotriva lui.